# Pombal de Cadoxton Court

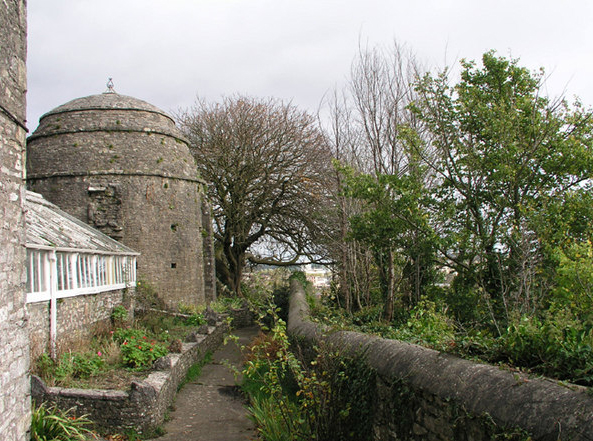
Pombal de Cadoxton Court

O Pombal de Cadoxton Court é um edifício listado como Grau I em Cadoxton, no Vale de Glamorgan, no sul do País de Gales. Tornou-se um edifício listado como Grau I no dia 18 de setembro de 1962. O aquarelista Thomas Frederick Worrall, que morou em Barry desde 1913, pintou uma vista da estrutura de um ponto de vista na Gladstone Road, por volta de 1930. Esta pintura está depositada na Biblioteca Nacional do País de Gales.